# Lobopilumnus agassizii
Lobopilumnus agassizii är en kräftdjursart som först beskrevs av William Stimpson 1871.  Lobopilumnus agassizii ingår i släktet Lobopilumnus och familjen Pilumnidae. Inga underarter finns listade i Catalogue of Life.